# 千羽鶴

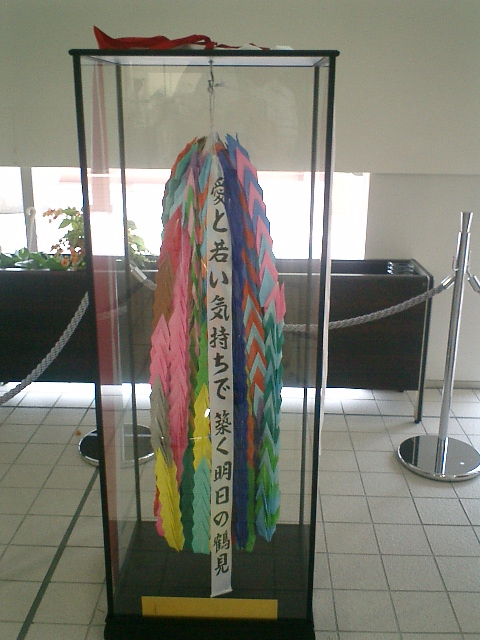
千羽鶴

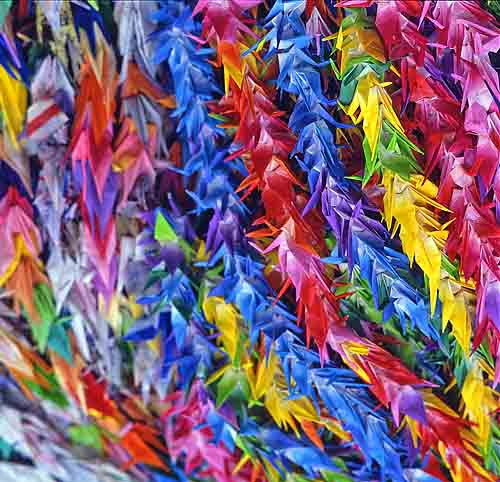
一串千纸鹤

千羽鶴（英文：One thousand origami cranes），是由一束一千個摺紙而成的紙鶴串連。由一個日本古老傳說而得，任何人只要摺一千個紙鶴，可以授予一個願望，如老人長壽或病人從疾病復元。

## 歷史
第二次世界大战時，广岛长崎被投放2颗原子弹，几十万人在原子弹中丧生，上万人虽然一时存活了，但都得严重的后遗症。有一位叫佐佐木禎子的少女，原爆發生時她才2岁。当时没有任何外伤，很幸运地成为了幸存者，但在9年后她12岁的时候，突然得病，被诊断为白血病。她躺在病床上治病时，为了祈祷自己和自己一样的人都能儘快康复，每天都静静地用吃完藥包剩下的白紙，摺着纸鹤，经过8个月的和病魔斗争，她还是静静地過世了。这一事件得到了某传媒的报道，怀着抚平创伤的心情，渴望世界和平，全日本的人都开始满怀深情地摺起了纸鹤，为自己更为别人。在短短的一年里，1千万只纸鹤聚到了广岛。
纸鹤也成了和平的象征。它表达的是一种对人的祝福，也可用来进行装饰。

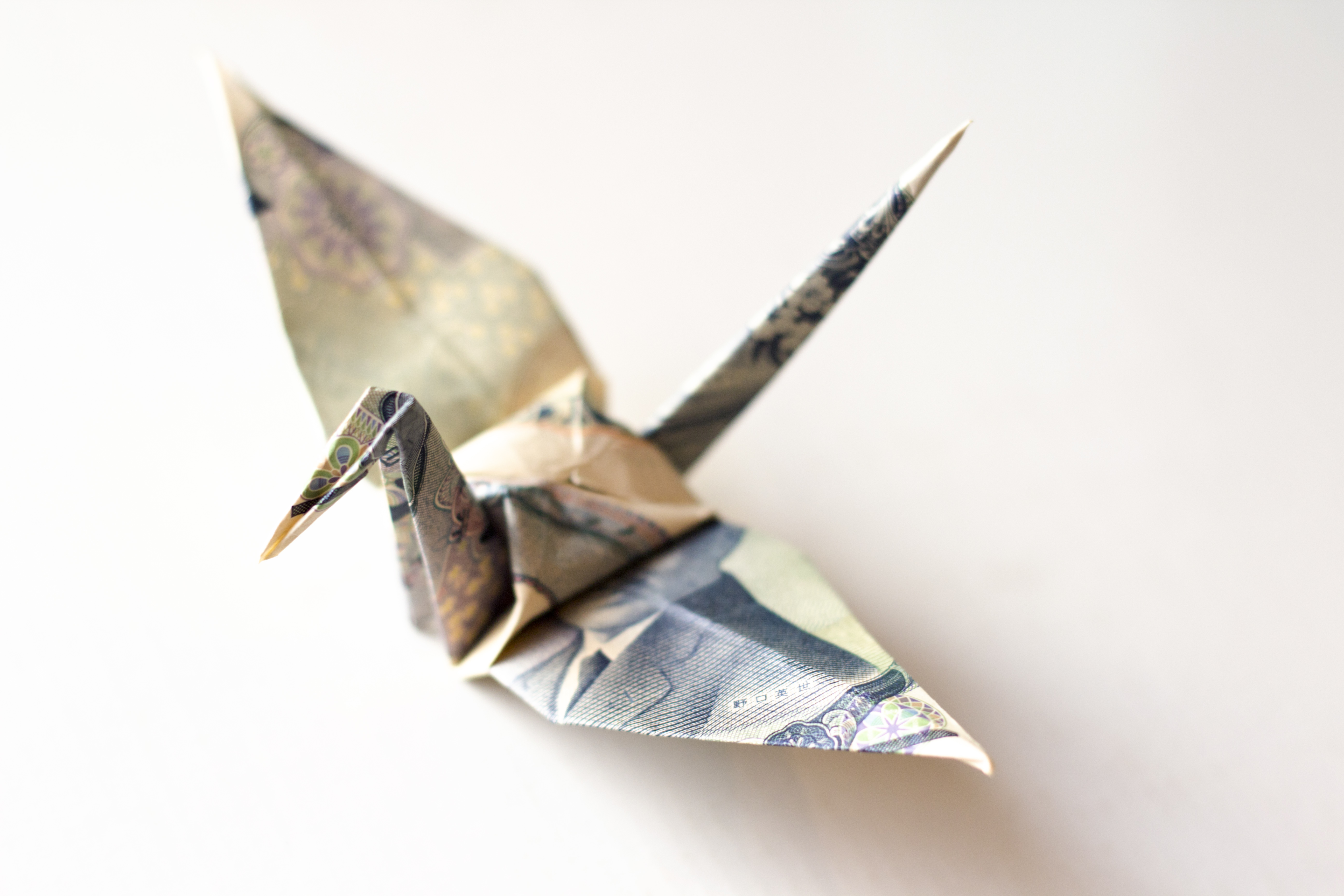
一只用一千日元纸币折出的纸鹤

## 摺紙方法
首先取一张正方形纸，开始折。把纸的左上角和右下角（或右上角和左上角）重合，折成一个大三角形。把它的两个锐角重合，折成一个小三角形。然后抓住小三角形的高（几何术语）向外拉。再抓住这个折成梯形的纸的高（也是几何术语）向外拉，又折成了梯形。然后抓住梯形的高再向外拉，拉到一定程度时向里一折，变成了正方形。把正方形的上面折过来到中线，另一边也这样折。翻过来，也这样折。折了四次后，把左右两边翻开，把下端向上折，折成翅膀。最后取上端一部分向下按，折成头。

## 外部連結
- 秘傳千羽鶴折形（日本折紙学会）（页面存档备份，存于）